# أغسطين غاليانا
أغوستين غاليانا (بالإسبانية: Agustín Galiana)‏ هو من مواليد 7 يوليو 1978 في اليكانتي، وممثل إسباني، جعل اسمه في فرنسا مع دوره كإدريان في المسلسل التلفزيوني كليم.

## سيرته
مرّ بالرقص والرقص، قام بخطواته الأولى على التلفزيون، حيث شارك في العديد من المسلسلات، ثم رصده والتعاطي معه المخرج رامون سالازار للفيلم الإسباني 20 سنتيمترا.
في فرنسا، تم اكتشافه لأول مرة في السينما إلى جانب جيرار جوغن ، في فيلم وردي وأسود. وأصبح أحد أبطال سلسلة الشيفات في فرنسا 2 ، قبل أن ينضم إلى طاقم مسلسل كليم، حيث حصل على أحد الأدوار الرئيسية في الحلقات الجديدة، وتفسيره، إلى جانب فيكتوريا أبريل، ابنه أدريان.

## روابط خارجية
- أغسطين غاليانا على موقع IMDb (الإنجليزية)
- أغسطين غاليانا على موقع ألو سيني (الفرنسية)
- أغسطين غاليانا على موقع ديسكوغز (الإنجليزية)
- أغسطين غاليانا على موقع قاعدة بيانات الفيلم (الإنجليزية)